# Ronaldo Kwateh
Ronaldo Joybera Junior Kwateh (* 19. Oktober 2004 in Yogyakarta) ist ein indonesisch-liberianischer Fußballspieler.

## Karriere

### Verein
Ronaldo Kwateh erlernte das Fußballspielen in verschiedenen Schulmannschaften sowie in der Jugendmannschaft des Erstligisten Persib Bandung. Seinen ersten Vertrag unterschrieb er Ende Februar 2021 beim Erstligisten Madura United. Mit dem Verein aus Pamekasan bestritt er 19 Ligaspiele. Im Februar 2023 ging er nach Europa. Hier unterschrieb er in der Türkei einen Vertrag beim Erstligisten Bodrum FK. Bis Vertragsende kam er in der ersten Mannschaft nicht zum Einsatz. 2023 bestritt er drei Spiele in der U19-Mannschaft. Im August 2024 zog es ihn nach Thailand, wo er in Pak Kret einen Vertrag beim Erstligisten Muangthong United unterschrieb. Nachdem er ein Ligaspiele in der Hinrunde bestritten hatte, wechselte er im Januar 2025 auf Leihbasis zum Zweitligisten Mahasarakham SBT FC. Hier kam er jedoch nicht zum Einsatz. Im Sommer 2025 wurde sein Leihvertrag nicht verlängert.

### Nationalmannschaft
Ronaldo Kwateh spielte in unterschiedlichen Juniorennationalmannschaften von Indonesien. Mit der U23-Mannschaft nahm er 2022 an den n in Vietnam teil. Hier belegte man den dritten Platz. Im Spiel um den dritten Platz gewann man im Elfmeterschießen gegen Malaysia. Sein Debüt in der indonesischen Nationalmannschaft gab er 27. Januar 2022 in einem Freundschaftsspiel gegen Osttimor. Bei dem 4:1-Erfolg im Stadion Kapten I Wayan Dipta in Blahbatuh wurde er nach der Halbzeitpause für Ramai Rumakiek eingewechselt.